# Черноризец Храбр
Чернори́зец Храбр («монах-воитель», «монах храбрый», или «монах Храбр») связан с средневековым болгарским трактатом начала X века «О письменах» (Прѣжде ѹбо словѣне не имѣхѫ писменъ. нѫ чрътами и рѣзами чьтѣхѫ и гатаахѫ погани сѫще. кръстивше же сѧ. римьсками и гръчьскыми писмены. нѫждаахѫ сѧ словѣнскы рѣчь безъ устроениа…). Обозначение учёными идентифицируется различно. Согласно одной точке зрения, «черноризец храбр» — не имя, а определение к «письменам», то есть указывает на автора древнейшей славянской азбуки, святого Кирилла (Я. И. Гануш 1859, Г. А. Ильинский 1915, Ц. Цанев 1994, У. Федер 1999). Согласно другой, более распространённой, точке зрения «Черноризец Храбр» — имя или псевдоним писателя, работавшего в Преславской книжной школе в конце IX — начале X веков.

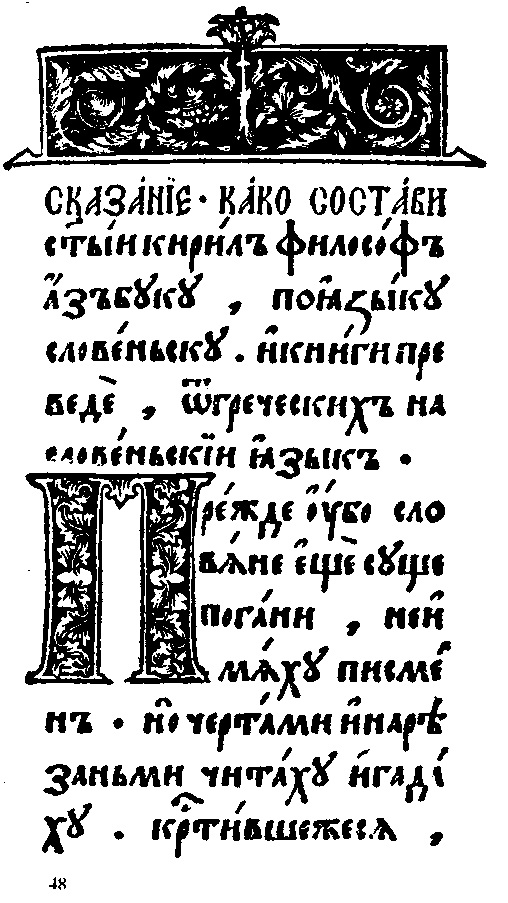
Страница из «Острожского букваря» Ивана Федорова (1578) с началом трактата «О письменах»

Черноризец Храбр (как и ряд других древних болгарских авторов) был открыт для науки русскими славистами.
В виде печатного текста трактат «О письменах» впервые появился в так называемом «Острожском букваре» Ивана Федорова (Острог, 1578); второй раз напечатан также в букваре (Вильна, 1621). Однако с обнародованием текста имя его автора известно не стало, так как заглавие было описательным: «Сказание, как составил св. Кирилл Философ азбуку для славянского языка и книги перевёл с греческого на славянский язык». В течение XVII и XVIII веков текст трактата перепечатывался много раз, но в той же анонимной редакции.
Имя Черноризца Храбра открыто К. Ф. Калайдовичем, который нашёл так называемый «Лаврентьевский сборник» (болгарскую рукопись 1348 года, времён царя Ивана-Александра), где обнаружил более древнюю редакцию произведения, имеющую заглавие «О писменехь чръноризца храбра». Калайдович опубликовал её в своей книге «Иоанн, экзарх Болгарский» (М., 1824) с палеографическими снимками.
Позже было найдено ещё несколько списков с текстом под таким же заглавием, так что оно утвердилось в науке как подлинное. В середине XIX века А. В. Горский открыл так называемый Московский список трактата (XV век), который, предположительно, сохранил многие древнейшие черты протографа. Значение этой рукописи оценил Спиридон Палаузов, опубликовавший её в своей книге «Век болгарского царя Симеона» (Спб., 1852). Среди последующих исследователей текста стоит упомянуть И. В. Ягича, опубликовавшего шесть его вариантов, и Л. С. Каравелова, который первым высказал идею о том, что «Храбр» может быть не настоящим именем, а псевдонимом. Наиболее обстоятельным трудом, посвящённым личности Храбра, считают монографию «Черноризец Храбър» болгарского медиевиста К. М. Куева (1967). Критическое издание текста по всем спискам представлено в книге слависта Уильяма Р. Федера (1999).
В славистике Храбр занимает одно из важных мест, рядом с Кириллом и Мефодием и их учеником Климентом Охридским. По своей тематике и цели его произведение тесно связано с делом солунских братьев. Как прямое продолжение последнего, произведение является частью важной для славистики кирилло-мефодиевской проблематики. Храбр в славистике выступает не только как один из самых значительных писателей эпохи болгарского царя Симеона I, но и вообще как один из интереснейших книжников болгарского Средневековья.
Черноризец Храбр в своём «Сказании о писменех» писал о существовании у славян-язычников знаков для письма (или счёта) и гадания («черты и резы»):
Прежде ведь славяне не имели букв, но по чертам и резам читали, ими же гадали, погаными будучи. Крестившись, римскими и греческими письменами пытались писать славянскую речь без устроения.Оригинальный текст (ст.-слав.)Прѣжде ѹбо словѣне не имѣхѫ книгъ. нѫ чрътами и рѣзами чьтѣхѫ и гатаахѫ погани сѫще. кръстивше же сѧ. римьсками и гръчьскыми писмены. нѫждаахѫ сѧ словѣнскы рѣчь безъ устроениа…
По мнению Б. Н. Флори: 

«Черты» и «резы», вероятно, какие-то разновидности пиктографическо-тамгового и счетного письма, известного также у других народов на ранних этапах их развития. Возможно, отражение «черт» и «резов» следует видеть в различных знаках, обнаруженных на керамике и строительных постройках на территории Первого Болгарского царства. О них см.: Георгиев Е. Разцветът… С. 14—15.